# 外交 (1926年の映画)
『外交』（がいこう、Diplomacy）は、サイレント映画として1926年に制作されたアメリカ合衆国のミステリ映画で、フェイマス・プレイヤーズ＝ラスキーが制作してパラマウント映画が配給した。この映画は、19世紀に発表されたヴィクトリアン・サルドゥの戯曲をもとに、公開当時の現代風に改めた作品であり、映画化は同じくフェイマス・プレイヤーズ＝ラスキーが制作した1916年の同名映画以来、2回目であった。監督はマーシャル・ニーラン、主演は、当時監督の妻だったブランチ・スウィートが務めた。

## あらすじ
各国の外交官たちが非公式の会議を開いていたフランスの町で、イギリスの外交官サー・ヘンリー・ウェイスマスとその弟ジュリアンは秘密条約の文書を中国の外交官から渡される。その文書を持ってロンドンへ戻ることになっていたジュリアンは、ザアル侯爵夫人の令嬢ドラと結婚式を挙げる運びとなっていた。
結婚式の夜、ジュリアンは秘密条約の文書を紛失したことに気づく。ジュリアンは公文書入れの箱の鍵を預かっていたドラを問い詰めるが、ドラはひたすら沈黙する。兄ヘンリーとジュリアンはアメリカ人探偵ロバート・ロウリーを雇って、真相を解明しようとする。

## キャスト
- ブランチ・スウィート - ドラ (Dora)
- ニール・ハミルトン（英語版） - ジュリアン・ウェイスマス (Julian Weymouth)
- アルレット・マルシャル（英語版） - ジッカ伯爵夫人 (Countess Zicka)
- マット・ムーア（英語版） - ロバート・ロウリー (Robert Lowry)
- グスタフ・フォン・セイファーティッツ - バルリン男爵 (Baron Ballin)
- アール・ウィリアムズ（英語版） - サー・ヘンリー・ウェイスマス (Sir Henry Weymouth)
- アーサー・エドモンド・カリュー（英語版） - オルロフ伯爵 (Count Orloff)
- ジュリア・スウェイン・ゴードン（英語版） - ザアル侯爵夫人 (Marquise de Zares)
- マリオ・カリロ（英語版） - ジョン・ストラマー (John Stramir)
- 上山草人 - 中国人外交官 (Chinese diplomat)
- エドガー・ノートン - 召使い (servant)

## 保存
この映画のコピーは、アメリカ議会図書館に保存されている。